# Wiesiołaja Griwa (obwód tiumeński)
Wiesiołaja Griwa (ros. Весёлая Грива) – wieś (dieriewnia) w Rosji, w obwodzie tiumeńskim, w rejonie niżnietawdińskim. W 2021 liczyła 175 mieszkańców.